# Kromosom 15 (čovjek)
Kromosom 15 u kariotipu čovjeka je autosomni kromosom, petnaesti po redu po dimenzijama i broju nukleotida. Prema položaju centromere pripada akrocentričnim kromosomima. Sastoji se od 106 milijuna nukleotida što predstavlja oko 3-3,5 % ukupne količine DNK u stanici.
Potvrđeno je da kromosom 15 sadrži preko 700 gena, ali se pretpostavlja da ih ima oko 900.
Broj polimorfizama jednog nukleotida (eng. Single Nucleotide Polymorphism - SNP) je oko 325 000.

## Geni kromosoma 15
Neki od važnijih gena kromosoma 15 jesu:
- CAPN3: kalpain 3
- CHP: kalcij vežući protein P22
- FAH: fumarilacetoacetat hidrolaza
- FBN1: fibrilin 1
- HEXA: heksozaminidaza A (alfa polipeptid)
- IVD: isovaleril koenzim A dehidrogenaza
- MCPH4: protein asociran s primarnom autosomno recesivnom mikrocefalijom 4
- OCA2: albinizam kože i očiju II
- RAD51: RAD51 homolog
- STRC: stereocilin
- UBE3A: ubikvitin ligaza E3A
- PML: protein asociran s promijelocitičnom leukemijom
- SLC24A5: gen asociran s razlikama u boji kože
- EYCL3 gen asociran s bojom očiju 3
- EYCL2 gen asociran s bojom očiju 2

## Bolesti vezane za kromosom 15
Poznat je sadržaj i raspored gena kromosoma 15 čije mutacije izazivaju niz nasljednih bolesti. Najvažnije bolesti vezane za mutacije na kromosomu 15 jesu:
- izovalerična acidemija
- rak dojke
- Tay-Sachsova bolest
- Angelmanov sindrom
- Marfanov sindrom
- Prader-Willijev sindrom
- gluhoća
- tirozinemija.